# Шрёдер, Тед
Тед Шрёдер (англ. Ted Schroeder; 20 июля 1921, Ньюарк, Нью-Джерси — 26 мая 2006, Ла-Холья, Калифорния) — американский теннисист, вторая ракетка мира с 1946 по 1949 год. Шестикратный победитель турниров Большого шлема во всех разрядах, четырёхкратный обладатель Кубка Дэвиса со сборной США. Член Международного зала теннисной славы с 1966 года.

## Биография
Тед Шрёдер, родившийся в штате Нью-Джерси, вырос в Лос-Анджелесе и получил высшее образование в Стэнфордском университете в Калифорнии, где изучал экономику. В 1939 году он стал чемпионом США среди юношей.
В 1941 и 1942 году Шрёдер в паре с ещё одним калифорнийцем, своим одногодком Джеком Креймером, становился чемпионом США в мужском парном разряде. Их победа в 1940 году, когда обоим было всего по 19 лет, сделала их самой молодой парой, когда-либо выигрывавшей чемпионат США. В 1942 году Шрёдер добавил к этим титулам звание чемпиона США в одиночном разряде, переиграв в финале в пяти сетах Фрэнка Паркера. Осенью того же года он стал чемпионом США среди студентов в одиночном и парном разрядах — второй случай за историю, когда один и тот же игрок был чемпионом США одновременно среди взрослых и среди студентов.
После побед в 1942 году Шрёдер ушёл на военную службу, которую он провёл на флоте — сначала на эсминцах, а затем в морской авиации. Вернувшись со службы, он совмещал карьеру в бизнесе с продолжением выступлений в теннисных соревнованиях, в 1947 году в третий раз завоевав титул чемпиона США в мужских парах. Лишь в 1949 году Шрёдер впервые выступил на ещё одном турнире Большого шлема — Уимблдонском турнире. С помощью своего давнего партнёра Креймера, перешедшего в профессионалы и теперь выступающего в роли его тренера, он дошёл до финала турнира в мужских парах, где они с Гарднаром Маллоем проиграли Паркеру и Панчо Гонсалесу. В одиночном разряде Шрёдер выиграл за турнир четыре пятисетовых поединка, в том числе в четвертьфинале против Фрэнка Седжмена (где отыграл два матч-бола), полуфинале против Эрика Стерджесса и финале против Ярослава Дробного, заработав прозвище «Счастливый Тед»; за всю историю Уимблдонского турнира ещё только один игрок — Борис Беккер в 1985 году — стал чемпионом, проиграв по ходу восемь сетов. Этот визит на Уимблдонский турнир стал единственным в карьере Шрёдера: в дальнейшем он объяснял это тем, что ему было необходимо сосредоточиться на своей карьере в бизнесе. Осенью того же года он проиграл второй за карьеру финал чемпионата США в одиночном разряде Панчо Гонсалесу, который сумел победить, уступая два сета по ходу игры.
С 1946 по 1949 год Шрёдер в составе сборной США четыре раза подряд завоёвывал Кубок Дэвиса, каждый раз побеждая в финальном матче австралийцев. Только в 1950 году американцы уступили трофей соперникам из Австралии. Через год в финале в Сиднее ему удалось сравнять счёт в матче, победив в четвёртой игре Мервина Роуза, но в итоге американцы проиграли 3:2, после чего Шрёдер завершил игровую карьеру. С 1946 по 1949 год он четыре раза подряд занимал вторую строчку в рейтинге сильнейших теннисистов мира, публикуемом в конце сезона газетой Daily Telegraph, а всего входил в десятку сильнейших с 1946 года шесть раз подряд. С 1940 по 1951 год он также девять раз входил в десятку сильнейших теннисистов мира, в том числе на первой строчке в 1942 году.
В последние годы игровой карьеры Шрёдер неоднократно отклонял предложения Джека Креймера присоединиться к его профессиональному теннисному туру, оставшись верным любительскому теннису и своей карьере в бизнесе. По словам Шрёдера, теннис всегда вызывал у него слишком много чувств, чтобы относиться к нему как к профессии. После окончания выступлений он стал вице-президентом калифорнийской фирмы холодильников Cold Hold Pacific Sales Company. Тед Шрёдер был избран в Национальный (позже Международный) зал теннисной славы в 1966 году. Он умер от рака в Ла-Холье (Калифорния) в 2006 году, оставив после себя троих сыновей.

## Финалы турниров Большого шлема за карьеру

### Одиночный разряд (2-1)
| Результат | Год  | Турнир              | Покрытие | Соперник в финале | Счёт в финале             |
| --------- | ---- | ------------------- | -------- | ----------------- | ------------------------- |
| Победа    | 1942 | Чемпионат США       | Трава    | Фрэнк Паркер      | 8-6, 7-5, 3-6, 4-6, 6-2   |
| Победа    | 1949 | Уимблдонский турнир | Трава    | Ярослав Дробный   | 3-6, 6-0, 6-3, 4-6, 6-4   |
| Поражение | 1949 | Чемпионат США       | Трава    | Панчо Гонсалес    | 18-16, 6-2, 1-6, 2-6, 4-6 |

### Мужской парный разряд (2-3)
| Результат | Год  | Турнир              | Покрытие | Партнёр        | Соперники в финале            | Счёт в финале           |
| --------- | ---- | ------------------- | -------- | -------------- | ----------------------------- | ----------------------- |
| Победа    | 1940 | Чемпионат США       | Трава    | Джек Креймер   | Гарднар Маллой Генри Пруссофф | 6-4, 8-6, 9-7           |
| Победа    | 1941 | Чемпионат США (2)   | Трава    | Джек Креймер   | Гарднар Маллой Уэйн Сабин     | 9-7, 6-4, 6-2           |
| Поражение | 1942 | Чемпионат США       | Трава    | Сидни Вуд      | Гарднар Маллой Билл Талберт   | 5-7, 7-9, 1-6           |
| Победа    | 1947 | Чемпионат США (3)   | Трава    | Джек Креймер   | Билл Сидуэлл Билл Талберт     | 6-4, 7-5, 6-3           |
| Поражение | 1948 | Чемпионат США (2)   | Трава    | Фрэнк Паркер   | Гарднар Маллой Билл Талберт   | 6-1, 7-9, 3-6, 6-3, 7-9 |
| Поражение | 1949 | Уимблдонский турнир | Трава    | Гарднар Маллой | Панчо Гонсалес Фрэнк Паркер   | 4-6, 4-6, 2-6           |

### Смешанный парный разряд (1-0)
| Результат | Год  | Турнир        | Покрытие | Партнёрша  | Соперники в финале                  | Счёт в финале |
| --------- | ---- | ------------- | -------- | ---------- | ----------------------------------- | ------------- |
| Победа    | 1942 | Чемпионат США | Трава    | Луиза Браф | Патрисия Каннинг-Тодд Алехо Расселл | 3-6, 6-1, 6-4 |

## Финалы Кубка Дэвиса за карьеру
| Результат | Год  | Место проведения    | Команда                                           | Соперники в финале                              | Счёт |
| --------- | ---- | ------------------- | ------------------------------------------------- | ----------------------------------------------- | ---- |
| Победа    | 1946 | Мельбурн, Австралия | США Дж. Креймер, Г. Маллой, Т. Шрёдер             | Австралия Дж. Бромвич, А. Квист, Д. Пейлз       | 5:0  |
| Победа    | 1947 | Нью-Йорк, США       | США Дж. Креймер, Т. Шрёдер                        | Австралия Дж. Бромвич, К. Лонг, Д. Пейлз        | 4:1  |
| Победа    | 1948 | Нью-Йорк, США       | США Дж. Креймер, Г. Маллой, Б. Талберт, Т. Шрёдер | Австралия А. Квист, К. Лонг, Б. Сидуэлл         | 5:0  |
| Победа    | 1949 | Нью-Йорк, США       | США Р. Гонсалес, Г. Маллой, Б. Талберт, Т. Шрёдер | Австралия Дж. Бромвич, Ф. Седжмен, Б. Сидуэлл   | 4:1  |
| Поражение | 1950 | Нью-Йорк, США       | США Т. Браун, Г. Маллой, Т. Шрёдер                | Австралия Дж. Бромвич, К. Макгрегор, Ф. Седжмен | 1-4  |
| Поражение | 1950 | Сидней, Австралия   | США В. Сейксас, Т. Траберт, Т. Шрёдер             | Австралия К. Макгрегор, М. Роуз, Ф. Седжмен     | 2-3  |